# 巴塞罗那大礼堂

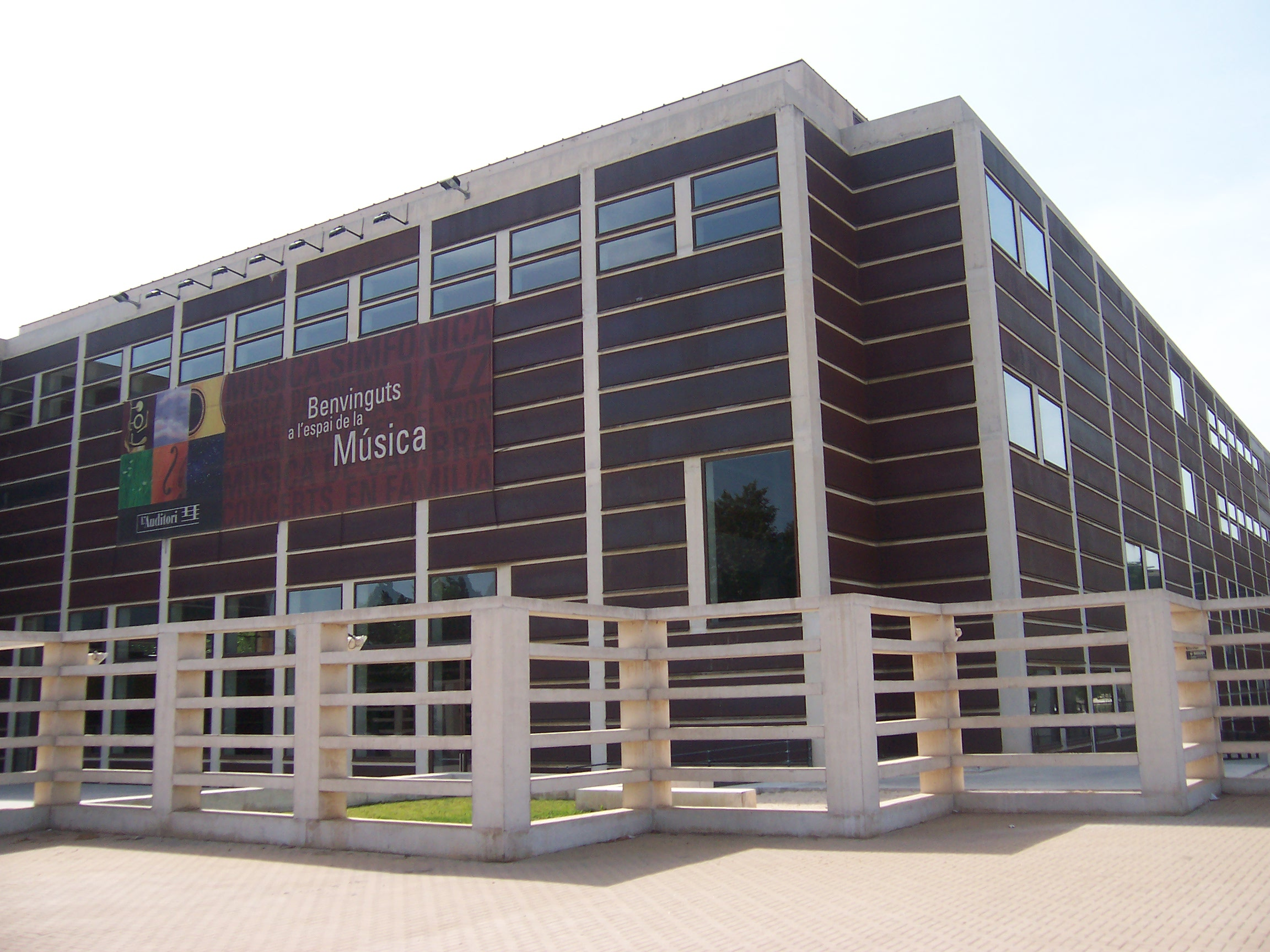
巴塞罗那大礼堂

巴塞罗那大礼堂（L'Auditori，加泰隆尼亞語發音：[ləwðiˈtɔɾi]）是西班牙巴塞罗那的一座现代建筑，总面积达42,000平方米，于1999年3月22日开业，由西班牙建筑师拉斐尔·莫内欧设计。 
这里是巴塞罗那加泰罗尼亚荣耀广场（Plaça de les Glòries Catalanes）城市发展新极点的中心，汇集了巴塞罗那最宽、最长的三条大道(对角线大道、加泰罗尼亚议会大道和子午线大道（Avinguda Meridiana），在城市的旧中心附近，毗邻加泰罗尼亚国家剧院、荣耀路口、22@区 和 Forum 区域。
该建筑包括帕布罗·卡萨尔斯第一大厅（可容纳2200名观众）、奥里奥尔·马托雷尔（Oriol Martorell）第二大厅（600个座位），以及泰特·蒙托柳（Tete Montoliu）第三大厅（有400个座位）。在中庭有一个巨大的立方体玻璃灯，饰有巴勃罗·帕拉祖埃洛（Pablo Palazuelo）的素描画。. 音乐厅的声学效果，已经由专业工程师 Higini Arau 进行了仔细的研究。
在这座建筑中，设有巴塞罗那交响乐团（Orquestra Simfònica de Barcelona）、加泰罗尼亚音乐学院（Escola Superior deMúsicade Catalunya）和巴塞罗那音乐博物馆的中心。这使得大礼堂成为巴塞罗那在音乐生活的传播、教学和研究等各个领域中关注的焦点。 